# Русанов, Андрей Гаврилович
Андрей Гаврилович Руса́нов (1874—1949) — советский хирург, профессор. Заслуженный деятель науки РСФСР.

## Биография
Родился в 1874 году в Острогожске (ныне Воронежская область). Был старшим сыном в семье юриста Г. А. Русанова, друга и почитателя Л. Н. Толстого.
В 1893 году окончил с серебряной медалью Воронежскую мужскую гимназию.
В 1898 году окончил медицинский факультет Московского университета. В начале 1899 года был за границей. В сентябре 1899 года зачислен ординатором госпитальной хирургической клиники Московского университета. С мая 1902 года работал земским врачом — заведующим больницей в Пензенской (Наровчатой) и Екатеринославской губерниях.
С 1907 года — старший врач и хирург Воронежской губернской земской больницы; одновременно был директором и преподавателем мужской и женской фельдшерских школ. В 1913 году защитил в Москве докторскую диссертацию. В 1918 году стал преподавателем медицинского факультета Воронежского университета на правах приват-доцента; с 1919 года — доцент и заведующий кафедрой госпитальной хирургической хирургии университета, с 1921 года — профессор.
В июле 1942 года был эвакуирован в Тамбов и работал в качестве военного врача 1-го ранга, консультантом военных госпиталей. В сентябре 1942 года он был вызван в Ульяновск, где в это время находился Воронежский медицинский институт. В декабре 1943 года вернулся в Воронеж и возобновил работу в областной больнице.
А. Г. Русановым опубликовано, о лечении ран, более 70 научных работ, 3 монографии (в том числе «Лечение ран». — 1940), книга: Воспоминания о Л. Н. Толстом: 1885—1901 / проф. А. Г. Русанов; Предисл.: Б. Эйхенбаум. — Воронеж: Ворон. обл. кн-во, 1937. — 190 с.; переиздана: Центрально-Чернозёмное книжное издательство., 1972. — 279 с.
В 1910—1917 годах А. Г. Русанов был председателем пироговского общества врачей Воронежа, а в советское время руководил воронежским хирургическим обществом.
С 1946 года депутат Совет Союза ВС СССР 2 созыва от Семилукского округа Воронежской области.
Умер 9 октября 1949 года. Похоронен в Воронеже на Коминтерновском кладбище.

## Награды и память
- орден Трудового Красного Знамени (1943)
- медали
- заслуженный деятель науки РСФСР

Именем А. Г. Русанова названы городская больница № 3 и улица (переулок?) в районе, где он в 1920 году организовал детский санаторий. Русанову посвящены мемориальные доски: на зданиях 2-й городской больницы (Пр. Революции, № 10), 3-й городской больницы (ул. Плехановская, № 66).

## Семья
Жена — Л. А. Русанова, урождённая Дунаева.
- дочь — Анна Андреевна Русанова (1907—1991); доктор медицинских наук, профессор, хирург, член Правления Всесоюзной ассоциации нейрохирургов[4].
- сын — Русанов, Александр Андреевич, доктор медицинских наук, профессор, хирург.
- сын — Г. А. Русанов (1912—1997); кандидат технических наук, военный инженер-строитель мостов.
- дочь — Т. А. Русанова (1916—?); кандидат географических наук, эконом-географ — автор множества научных трудов.

## Архивная литература
- Русанов Андрей Гаврилович / Семейный фонд Русановых. Государственный архив Воронежской области. — Ф. Р-2980. — Ед. хр. 154.